# Kateryniwka (Kropywnyzkyj)
Kateryniwka (ukrainisch Катеринівка; russisch Катериновка Katerinowka) ist ein Dorf im Zentrum der ukrainischen Oblast Kirowohrad mit etwa 800 Einwohnern.

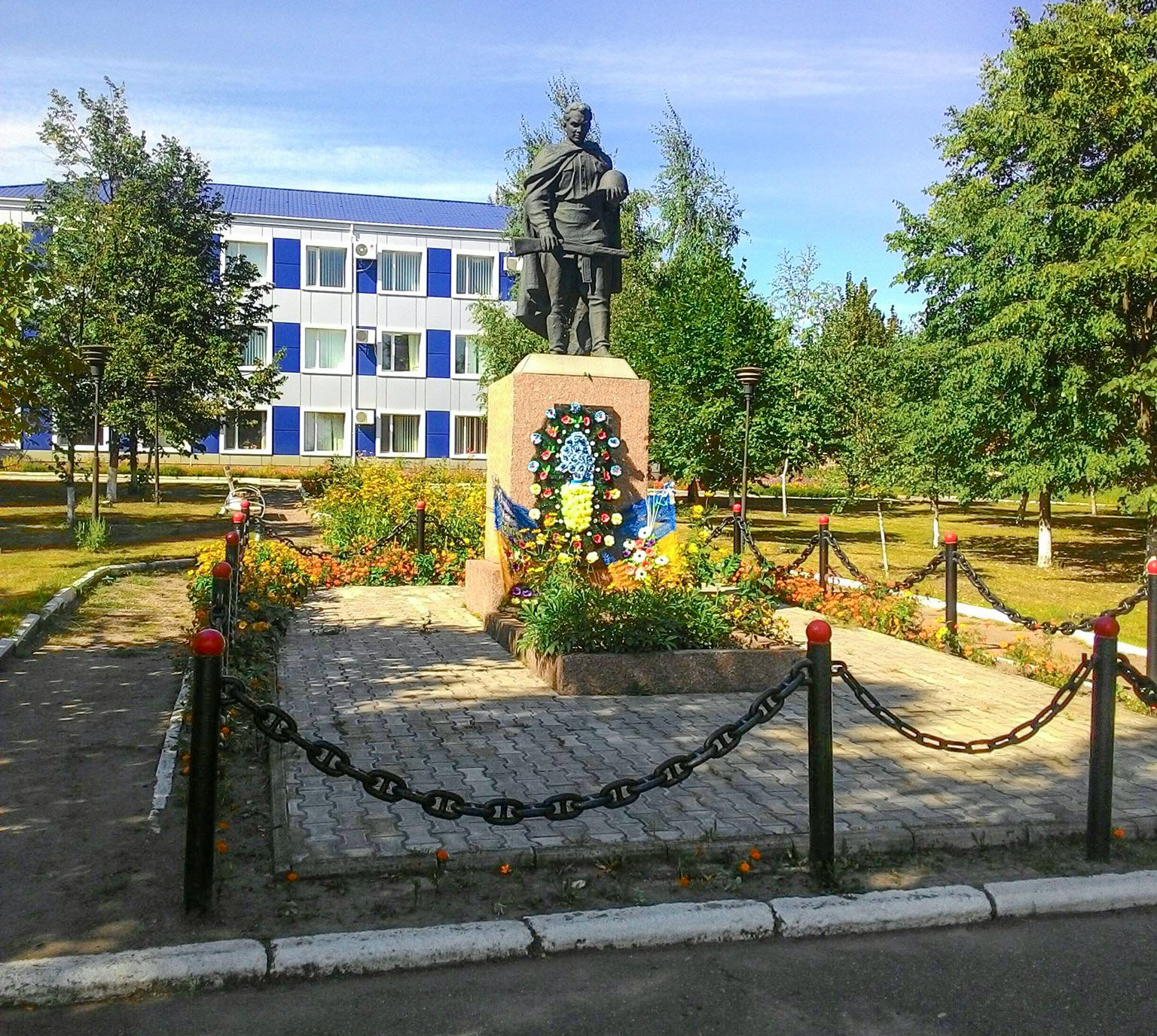
Denkmal im Ort

Das Dorf liegt am Fluss Hruska (Грузька) sowie der ukrainischen Territorialstraße T-1201, 14 Kilometer westlich der Rajons- und Oblasthauptstadt Kropywnyzkyj.

## Verwaltungsgliederung
Am 9. Juni 2017 wurde das Dorf zum Zentrum der neugegründeten Landgemeinde Kateryniwka (Катеринівська сільська громада/Kateryniwska silska hromada). Zu dieser zählten die 8 in der untenstehenden Tabelle aufgelisteten Dörfer, bis dahin war es Teil der Landratsgemeinde Obosniwka (Обознівська сільська рада/Obosniwska silska rada) im Westen des Rajons Kropywnyzkyj.
Am 12. Juni 2020 kamen noch die 4 Dörfer Awramiwka, Hruske, Mohutnje und Owsjanykiwka zum Gemeindegebiet.
Folgende Orte sind neben dem Hauptort Kateryniwka Teil der Gemeinde:
| Name                     | Name          | Name                          |
| ukrainisch transkribiert | ukrainisch    | russisch                      |
| ------------------------ | ------------- | ----------------------------- |
| Awramiwka                | Аврамівка     | Аврамовка (Awramowka)         |
| Hruske                   | Грузьке       | Грузское (Gruskoje)           |
| Lisne                    | Лісне         | Лесное (Lesnoje)              |
| Maljownytsche            | Мальовниче    | Малевничье (Malewnitschje)    |
| Myroniwka                | Миронівка     | Мироновка (Mironowka)         |
| Mohutnje                 | Могутнє       | Могутнее (Mogutneje)          |
| Obosniwka                | Обознівка     | Обозновка (Obosnowka)         |
| Owsjanykiwka             | Овсяниківка   | Овсяниковка (Owsjanikowka)    |
| Oleksandriwka            | Олександрівка | Александровка (Aleksandrowka) |
| Oleksijiwka              | Олексіївка    | Алексеевка (Aleksejewka)      |
| Ossykuwate               | Осикувате     | Осыковатое (Ossykowatoje)     |
| Wolodymyriwka            | Володимирівка | Владимировка (Wladimirowka)   |